# Peter Petersen-Røj
Peter Petersen, kaldet Petersen Røj eller Petersen-Røj (født 13. april 1875 i Klakring, død 28. maj 1959) var en dansk domæneforpagter og politiker for Det Konservative Folkeparti. Han var medlem af Folketinget fra 1935 til 1945.
Petersen Røj blev født i Klakring ved Juelsminde i Østjylland i 1875 som søn af gårdejer Peter Petersen. Han var landbrugsuddannet og forpagter af flere store gårde i perioden 1896-1906. Derefter ejede han en række store gårde: Hersomgård mellem Viborg og Hobro 1906-1911, Damsmark ved Guldager, Elisalund i Hjarup og Lykkegård i Seest. Fra 1926 til 1951 var han forpagter af domænegården Røj øst for Møgeltønder. Som forpagter af Røj engagerede han sig i lokale spørgsmål som marsken og bygningen af Rømødæmningen.

## Politisk karriere
Petersen Røj var medlem af sognerådet i Møgeltønder Kommune 1933-1937 og amtsrådmedlem i Tønder Amt fra 1935. Han blev valgt til Folketinget i Haderslev m. fl. Amters Amtkreds for Det Konservative Folkeparti ved folketingsvalget i 1935 og genvalg indtil han trak sig tilbage ved folketingsvalget 1945 på grund af alder.